# علم كنتاكي
علم ولاية كنتاكي هو العلم الذي يمثل ولاية كنتاكي الأمريكية أعتمد 26 مارس 1918. العلم صممه جيسي كوكس وهو معلم فن في فرانكفورت.

## التصميم
العَلم يتألف من شعار ولاية كنتاكي على راية زرقاء محاط بعبارة من الكلمات تقول "Commonwealth of Kentucky" التي تعني «كومونولث كنتاكي» أعلاه وأغصان زهرة غودينورد أسفله التي هي زهرة الولاية.
الشعار يصور رجلان يتعانقان يعتقد الناس أن الرجل الذي على اليسار هو دانيال بون رجل الغابات بينما الرجل الذي على اليمين هو هنري كلاي أهم رجال الولاية. عبارة «نقف متحدين، نقع منقسمين» "United we stand, divided we fall" تحيط بهم والتي هي شعار الولاية، الشعار جاء من أغنية الحرية الأغنية الوطنية من الثورة الأمريكية.

## التعهد
اعتمدت الجمعية العامة في 2000 هذا التعهد ولاء لعلم كنتاكي: «أنا أتعهد ولاء لعلم كنتاكي، ولسيادة الولاية لوقوفها، كومنولث واحد، المباركة مع التنوع، والثروات الطبيعية، والجمال، ونعمة من على ارتفاع».